# Christophe Pierre
Christophe Louis Yves Georges Pierre (Rennes, 30 gennaio 1946) è un cardinale e arcivescovo cattolico francese, dal 12 aprile 2016 nunzio apostolico negli Stati Uniti d'America.

## Biografia
Christophe Louis Yves Georges Pierre è nato il 30 gennaio 1946 a Rennes, sede arcivescovile e capoluogo del dipartimento dell'Ille-et-Vilaine, nella parte nord-occidentale della Repubblica francese; proviene da una famiglia radicata da diverse generazioni nella regione della Bretagna.

### Formazione e ministero sacerdotale
Ha passato gran parte della sua infanzia in Africa, principalmente nell'allora colonia francese del Madagascar, dove ha completato la formazione primaria ad Antsirabe, ma ha trascorso alcuni anni anche in quelle britanniche degli attuali Malawi e Zimbabwe. Ha proseguito la scuola secondaria a Saint-Malo, tornando in Francia, ma ha frequentato per un anno anche il Liceo francese di Marrakech, in Marocco, che aveva da poco cessato di essere un protettorato francese.
Sentendo maturare la vocazione al sacerdozio, nel 1963 è entrato al Seminario maggiore Saint-Yves nella città natale: qui ha seguito il biennio filosofico, sospendendo poi gli studi dal luglio 1965 all'ottobre 1966 per svolgere il servizio militare obbligatorio, e poi il triennio teologico. Nel 1969 si è iscritto all'Istituto cattolico di Parigi, dove ha ottenuto il master in teologia nel 1971. Intanto ha ricevuto l'ordinazione sacerdotale il 5 aprile 1970, nella cattedrale di San Vincenzo a Saint-Malo, per imposizione delle mani del cardinale Paul Joseph Marie Gouyon, arcivescovo metropolita di Rennes; si è incardinato, ventiquattrenne, come presbitero della medesima arcidiocesi. Poco dopo gli è stato affidato il primo incarico pastorale come vicario parrocchiale nella chiesa dei Santi Pietro e Paolo a Colombes, nella diocesi di Nanterre, dove è rimasto tre anni.
Nel 1973 è stato inviato a Roma, in Italia, dove ha studiato presso la Pontificia Università Lateranense, conseguendo il dottorato in diritto canonico quattro anni dopo, ed al contempo è stato alunno della Pontificia accademia ecclesiastica, dove avviene la formazione dei sacerdoti destinati al servizio diplomatico della Santa Sede; tra gli altri, qui è stato compagno di studi del connazionale e futuro porporato Jean-Louis Tauran.
È entrato ufficialmente nel corpo diplomatico il 5 settembre 1977, servendo per i diciotto anni successivi presso le seguenti rappresentanze pontificie: dal 1977 in Nuova Zelanda e nelle isole dell'Oceano Pacifico per quattro anni; per tutto il 1981 in Mozambico; dal 1982 in Zimbabwe per quattro anni; dal 1986 a Cuba per tre anni; dal 1989 in Brasile per due anni; dal 1991 presso l'Ufficio delle Nazioni Unite ed Istituzioni specializzate a Ginevra, in Svizzera, fino alla promozione all'episcopato.

### Ministero episcopale e cardinalato

#### Nunzio apostolico ad Haiti
Il 12 luglio 1995 papa Giovanni Paolo II lo ha nominato, quarantanovenne, nunzio apostolico ad Haiti, succedendo al futuro cardinale Lorenzo Baldisseri, trasferito il 6 aprile precedente in Paraguay; contestualmente gli è stata assegnata la sede titolare di Gunela con dignità di arcivescovo, a titolo personale. Ha ricevuto la consacrazione episcopale il 24 settembre successivo, nella stessa cattedrale dove era stato ordinato sacerdote, per imposizione delle mani del cardinale Angelo Sodano, segretario di Stato di Sua Santità, avendo come co-consacranti il cardinale Gouyon e Jacques André Marie Jullien, rispettivamente arcivescovo emerito ed arcivescovo metropolita di Rennes. Come suo motto episcopale ha scelto Si scires donum Dei, che tradotto vuol dire "Se tu conoscessi il dono di Dio".
Giunto a Port-au-Prince poco tempo dopo, ha trovato una situazione piuttosto difficile nel Paese del Centro America, che per anni aveva vissuto una situazione conflittuale tra Chiesa e Stato. In un clima di generale crisi, ha cercato di conoscere e mediare le differenze all'interno dell'episcopato haitiano, tentando di non prendere posizione su una scena politica già dilaniata; si è occupato anche della dimissione dallo stato clericale del presidente Jean-Bertrand Aristide, fino ad allora sacerdote salesiano.

#### Nunzio apostolico in Uganda
Il 10 maggio 1999 il papa lo ha trasferito, cinquantatreenne, a capo della nunziatura apostolica in Uganda; è succeduto a Luis Robles Díaz, mandato a Cuba il 6 marzo precedente. Nei quasi otto anni passati lì, ha sostenuto l'opera dei missionari scalabriniani, contribuendo notevolmente a sostenere la popolazione svantaggiata attraverso il miglioramento e la diffusione dell'istruzione e dell'assistenza sanitaria.
Nel 2000 si è espresso contro la promozione dell'uso del profilattico da parte del governo ugandese per prevenire la diffusione dell'AIDS, provocando le lamentele di Speciosa Kazibwe, vicepresidente del Paese e medico, durante una campagna nazionale in favore del contraccettivo: ella ha criticato i leader religiosi, che secondo lei ostacolavano gli sforzi governativi per la salute pubblica, mentre il nunzio ha affermato che i preservativi avrebbero promosso una "totale promiscuità" che avrebbe aumentato l'incidenza della malattia. Anni dopo egli ha collegato il successo dell'Uganda nella lotta all'AIDS alla strategia di educazione all'astinenza condotta dalla Chiesa.
Dal 25 al 30 ottobre 2002 è stato membro di una delegazione che ha fatto visita ai destinatari dei progetti sostenuti in Uganda con il finanziamento del Pontificio consiglio "Cor Unum" tramite la donazione di un miliardo di lire: una casa per malati terminali, in particolare di AIDS, una per anziani e disabili, una per la cura dei bambini orfani o abbandonati ed una struttura per corsi di alfabetizzazione, formazione professionale ed un programma di micro-credito. Tale delegazione, composta anche dal futuro cardinale Paul Josef Cordes, presidente del dicastero, dal cardinale Emmanuel Wamala, arcivescovo metropolita di Kampala, e da Alberto Piatti, amministratore delegato dell'AVSI, ha incontrato i vescovi, visitato il campo profughi di Gulu ed il carcere minorile di Naguru, quartiere di Kampala, manifestando la vicinanza del papa alle persone provate da guerra, malattia e miseria.
Si è recato in Vaticano per essere ricevuto in udienza dal papa due volte, il 18 ottobre 2002 ed il 13 ottobre 2003, mentre dal 23 al 25 settembre 2004 ha partecipato ad un incontro di tutti i rappresentanti pontifici dell'Africa, presso la Domus Sanctae Marthae, convocato e presieduto dal segretario di Stato, il cardinale Sodano.
Dopo l'assassinio del nunzio Michael Aidan Courtney da parte di un gruppo armato, avvenuto il 29 dicembre 2003, il giorno successivo è stato chiamato a celebrare la messa di requiem in suo suffragio nella cattedrale di Maria Regina Mundi a Bujumbura, alla presenza di migliaia di persone, mentre i funerali si sono svolti in Irlanda; gli è stato chiesto di sovrintendere la missione diplomatica della Santa Sede in Burundi fino alla nomina del successore Paul Richard Gallagher il 22 gennaio 2004.

#### Nunzio apostolico in Messico

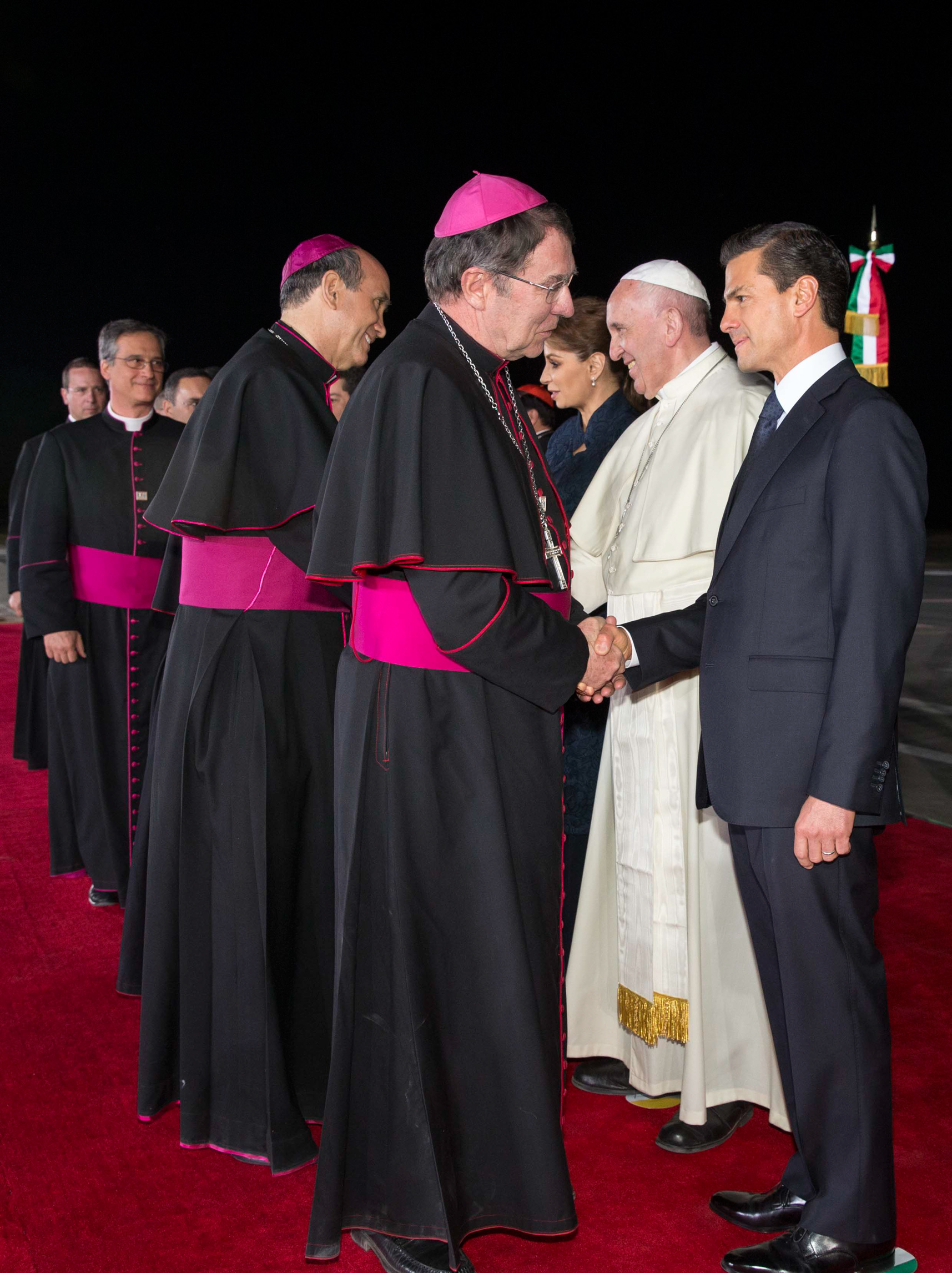
Il nunzio Pierre stringe la mano del presidente Enrique Peña Nieto durante la cerimonia di congedo del papa al termine del viaggio apostolico in Messico, il 17 febbraio 2016.

Il 22 marzo 2007 papa Benedetto XVI lo ha trasferito, sessantunenne, a capo della nunziatura apostolica in Messico; è succeduto al futuro cardinale Giuseppe Bertello, inviato in Italia e San Marino l'11 gennaio precedente. Il 5 maggio successivo è stato anche ricevuto in udienza.
Ha seguito il pontefice durante il suo viaggio apostolico in Messico, dal 23 al 26 marzo 2012, accogliendolo all'aeroporto di Silao insieme alle altre autorità politiche ed ecclesiastiche ed accompagnandolo anche durante il resto della visita a León.
Ha avuto occasione di incontrare il nuovo papa Francesco in udienza privata il 27 settembre 2014 ed il 14 dicembre 2015, mentre dal 12 al 18 febbraio 2016 lo ha accompagnato durante il suo viaggio apostolico, che ha toccato diverse città del Paese americano: la capitale Città del Messico, San Cristóbal Ecatepec, Tuxtla Gutiérrez, San Cristóbal de Las Casas, Morelia e Ciudad Juárez. Dopo che il pontefice ha aspramente redarguito i vescovi messicani durante la sua visita, il quotidiano dell'arcidiocesi di Città del Messico si chiedeva se fosse stato adeguatamente informato sulle questioni messicane, ponendo le domande: "il Papa ha qualche motivo per rimproverare i vescovi messicani? [...] Sarà che le parole improvvisate del Santo Padre rispondano ai cattivi consigli di qualcuno a lui vicino? Chi ha dato cattivi consigli al Papa?" Il nunzio è stato generalmente riconosciuto come obiettivo dell'editoriale e fonte di questi "cattivi consigli".
Secondo lo storico messicano Jorge E. Traslosheros, durante la sua missione è riuscito "a tessere con abilità d'artista l'unità tra i cattolici, superando così le divisioni politiche e le guerre culturali che tanto danno hanno causato", attribuendogli il merito di aver costruito un ponte e colmato il divario tra l'establishment laico e la popolazione cattolica. In Messico, il conflitto tra gli immigrati centroamericani e gli Stati Uniti ha segnato il suo mandato, divenendo uno dei fattori decisivi per la sua successiva nomina.

#### Nunzio apostolico negli Stati Uniti d'America

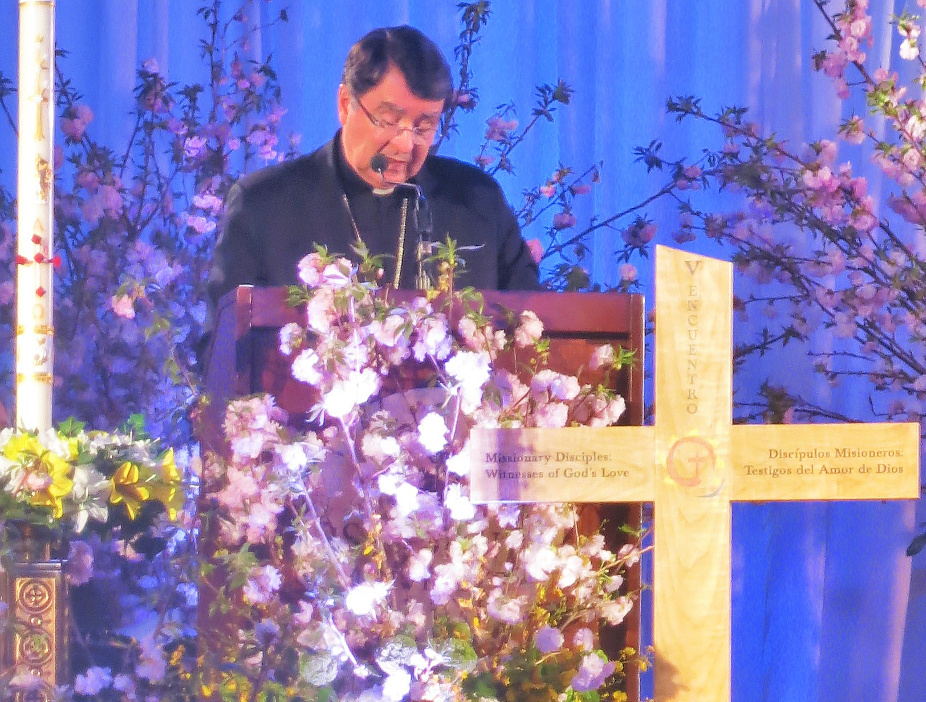
Il nunzio Pierre durante un incontro alla Carnesecca Arena della St. John's University, il 28 aprile 2018.

Il 12 aprile 2016 il papa lo ha trasferito, settantenne, a capo della nunziatura apostolica negli Stati Uniti d'America; contestualmente è succeduto al settantacinquenne Carlo Maria Viganò, dimissionario per raggiunti limiti d'età.
Con questo nuovo incarico, i colloqui privati con il pontefice si sono intensificati fino a raggiungere la frequenza di uno l'anno, escluso il 2020 per via della pandemia di COVID-19: è stato ricevuto in udienza il 21 aprile 2016, poco dopo la nomina, il 2 ottobre 2017, il 10 novembre 2018, il 14 giugno 2019, il 6 settembre 2021 ed il 12 settembre 2022.
Il nunzio si è impegnato a sostenere i diritti degli immigrati, partecipando a manifestazioni ed incontri con i vescovi al confine tra Stati Uniti e Messico, come quello svoltosi a Nogales, in Arizona, nell'ottobre 2016 e quello avvenuto a San Juan, a Porto Rico, nel febbraio 2017. Nel luglio successivo ha celebrato una messa al National Scout Jamboree, evocando i suoi cinque anni di scautismo in un'omelia che legava l'ideale del movimento scout al servizio cristiano verso il prossimo, alla vigilia di un discorso del presidente Donald Trump.
Il 9 luglio 2023, al termine dell'Angelus, papa Francesco ha annunciato la sua creazione a cardinale; nel concistoro del 30 settembre seguente lo ha creato cardinale diacono di San Benedetto fuori Porta San Paolo. Settantasettenne, è il tredicesimo nunzio negli Stati Uniti d'America a ricevere la porpora. Il 21 aprile 2024 ha preso possesso della diaconia.
Il 7 e 8 maggio 2025 ha partecipato come cardinale elettore al conclave che ha portato all'elezione di papa Leone XIV.

## Genealogia episcopale e successione apostolica
La genealogia episcopale è:
- Cardinale Scipione Rebiba
- Cardinale Giulio Antonio Santori
- Cardinale Girolamo Bernerio, O.P.
- Arcivescovo Galeazzo Sanvitale
- Cardinale Ludovico Ludovisi
- Cardinale Luigi Caetani
- Cardinale Ulderico Carpegna
- Cardinale Paluzzo Paluzzi Altieri degli Albertoni
- Papa Benedetto XIII
- Papa Benedetto XIV
- Papa Clemente XIII
- Cardinale Marcantonio Colonna
- Cardinale Giacinto Sigismondo Gerdil, B.
- Cardinale Giulio Maria della Somaglia
- Cardinale Carlo Odescalchi, S.I.
- Vescovo Eugène de Mazenod, O.M.I.
- Cardinale Joseph Hippolyte Guibert, O.M.I.
- Cardinale François-Marie-Benjamin Richard de la Vergne
- Cardinale Pietro Gasparri
- Cardinale Clemente Micara
- Cardinale Antonio Samorè
- Cardinale Angelo Sodano
- Cardinale Christophe Pierre

La successione apostolica è:
- Arcivescovo Joseph Serge Miot (1997)
- Vescovo Enrique Sánchez Martínez (2008)
- Arcivescovo Jorge Carlos Patrón Wong (2009)
- Arcivescovo Raúl Gómez González (2010)
- Arcivescovo José Armando Álvarez Cano (2012)
- Arcivescovo Jaime Calderón Calderón (2012)
- Vescovo Rafael Valdéz Torres (2013)
- Vescovo Gerardo Díaz Vázquez (2014)
- Vescovo Hilario González García (2015)
- Vescovo Cristóbal Ascencio García (2015)
- Vescovo Francisco Eduardo Cervantes Merino (2015)
- Vescovo Fidencio López Plaza (2015)
- Vescovo José Alberto González Juárez (2015)
- Vescovo José Hiraís Acosta Beltrán (2016)
- Vescovo José Fortunato Álvarez Valdéz (2016)
- Arcivescovo Kevin Stuart Randall (2023)